# Inscripció de Pilat
La inscripció de Pilat és una pedra calcària atribuïda a Ponç Pilat, un prefecte romà que va governar la província romana de Judea entre els anys 26 i 36 dC. Es va descobrir el 1961, al jaciment arqueològic de Cesarea Marítima. La inscripció és molt significativa perquè és una autèntica inscripció romana del segle primer amb el nom de Ponç Pilat.
Aquesta emblemàtica pedra dedicada a Pilat concorda amb el que es coneix de la seva carrera i vida. En conseqüència, l'escriptura constitueix el registre més antic que en queda, amb dades sobre l'existència històrica d'aquest prefecte; també és mencionat al Nou Testament i a la història de Roma.
És probable que el poder i la sobirania de Ponç Pilat es desenvolupés a Cesarea Marítima, la residència governamental i seu militar a partir del 6 aC), on es va descobrir la pedra, i va viatjar freqüentment a Jerusalem.
La pedra de Pilat original es troba al Museu d'Israel, a Jerusalem. Tambe es coneixen unes altres rèpliques que es poden trobar al Museu Arqueològic de Milà, a Itàlia. La pedra, juntament amb altres objectes, s'ha exposat a diversos museus en moltes ocasions.
La inscripció la va descobrir Antonio Frova, amb els seus assistents i col·laboradors, després d'una sèrie d'investigacions, treballs i excavacions al teatre de Cesarea.

## Inscripció
El bloc parcialment damnat mostra una dedicatòria al culte imperial d'August i Lívia. Es creu que la inscripció era d'un temple dedicat a «Tiberium», una edificació construïda en honor de Tiberi.

### Escriptura
Part de la inscripció diu:
[DIS AUGUSTI]S TIBERIEUM
[...PO]NTIUS PILATUS
[...PRAEF]ECTUS IUDA[EA]E
[...FECIT D]E[DICAVIT]